# 低電離中心核輝線領域

ハッブル宇宙望遠鏡で観測したソンブレロ銀河(M104)の低電離中心核輝線領域。ソンブレロ銀河はLINER銀河の例である。 Credit: HST/NASA/ESA.

低電離中心核輝線領域（ていでんりちゅうしんかくきせんりょういき low-ionization nuclear emission-line region）は、そのスペクトル線によって定義される銀河核の一種である。ライナー(LINER)と呼ばれる。スペクトル線には通常、O、O+、N+、S+等のしばしば弱イオン化された原子が含まれる。逆に、O++やN++、He+等の強イオン化された原子のスペクトル線は比較的弱い。この銀河核の分類は、1980年に出版されたティモシー・ヘックマンによる銀河核のスペクトルに関する一連の論文の3報目で初めて報告された。

## 概要
ライナー核を含む銀河はしばしばLINER銀河と呼ばれる。非常に一般的な存在で、地球から約2000万パーセクから4000万パーセクの距離までの近い銀河のうち約3分の1がLINER銀河である。LINER銀河の約75%は楕円銀河、レンズ状銀河かまたは大きなバルジと傷ついた渦状腕を持つ渦巻銀河であるS0/a-Sab銀河である。不規則銀河では滅多に見られないLINER銀河はまた、2つの銀河が相互作用した際に形成され、大量の赤外線が確認される高光度赤外線銀河としても良く見られる。高光度赤外線銀河の約4分の1はライナーを持つ。

## 議論:エネルギー源とイオン化の機構
ライナーは、2つの科学的な議論の渦中にある。1つ目は、これらの銀河の中心でイオンガスを励起させるためのエネルギー源である。超大質量ブラックホールを伴った活動銀河核に由来するという説や星形成領域に由来するという説がある。2つ目の問題は、イオンがどのように励起するのかという問題である。これにはガス中を伝播する衝撃波によってイオン化されるという説や、紫外線による光電離が原因であるという説がある。
これらの議論は、ライナーが光度や形状の非常に様々な銀河に存在するという事実によってさらに複雑になっている。その上、ライナーのエネルギー源に関する議論は、星形成領域や活動銀河核からの光が高光度赤外線銀河で見られるような超光度の赤外線を生成しうるかという問題とも絡んでいる。
エネルギー源についてもイオンの励起の機構についてもまだ解明されていないが、多くのライナーは活動銀河核と関係があると考えられている。

## ライナーでの星形成
星形成とライナーの活動の関係を探るために数多くの探索が行われた。もし星形成とライナーの活動の間に関連が見られると、ライナーのエネルギー源が星形成領域で見られる熱い恒星によるものであるという可能性が大きくなる。しかしライナーでの星形成が見られなければ、星形成はライナーのエネルギー源の候補から除外されることになる。

### 高光度赤外線銀河のライナーでの星形成
スピッツァー宇宙望遠鏡を用いた近年の観測で、高光度赤外線銀河のライナーと星形成活動の間の明確な関連が示された。高光度赤外線銀河の中赤外線のスペクトルがスターバースト銀河の中赤外線のスペクトルと類似していることが分かり、高光度赤外線銀河のライナーが星形成からエネルギーを得ていることが示唆された。しかし、活動銀河核の中赤外線のスペクトル線のいくつかも同様に類似していることが分かり、星形成はこれらの銀河の唯一のエネルギー源ではないとの指摘もある。

### 通常の銀河のライナーでの星形成
しかし、ライナーを伴う近隣の通常の銀河では状況が異なっている。近赤外線分光探索により、星形成がエネルギー源になっていると考えられる通常の銀河のライナーはわずかしか存在せず、近隣の銀河の多くのライナーの星形成活動は低い。しかも、多くのライナーでは古い恒星の割合が多く、スピッツァー宇宙望遠鏡で観測した中赤外線スペクトルは星形成に由来するものとは似ていない。これらの結果は、近隣の通常の銀河の多くのライナーは、少数の例外を除いて星形成がエネルギー源にはなっていないということを示唆している。

## 著名なLINER銀河の例
- M94[1]
- NGC 5005[1]
- NGC 5195[1]
- ソンブレロ銀河[1]